# Charles Adolphe Würtz
Charles Adolphe Würtz (Estrasburgo, 26 de novembro de 1817 — Paris, 12 de maio de 1884) foi um químico francês.
Foi decano da Faculdade de Medicina de Paris (1866 - 1875), senador vitalício (1881), membro da Academia de Medicina (1856), membro da Academia de Ciências (Académie des Sciences) (1867) e laureado com o Prêmio Faraday em 1879. Wurtz foi também um influente escritor e educador.
Destacou-se por pesquisas em química orgânica, investigando os compostos ligados ao glicol, a condensação do aldol, um aldeído incolor, e as teorias sobre a disposição dos átomos nos compostos orgânicos. Descobriu com o químico alemão Rudolf Fittig a reação Würtz-Fittig, um método de combinação dos compostos orgânicos halogênicos.

## Trabalho científico e acadêmico
Influenciado por figuras importantes como Liebig e Dumas, em 1856 Wurtz tornou-se um poderoso defensor de uma reforma na teoria química, então liderada por Charles Gerhardt e Alexander Williamson. Essa nova química da década de 1850 levou a sério a ideia de átomos químicos, adotou pesos atômicos para os elementos que se assemelham fortemente aos modernos e propôs um plano esquemático unitário que se opunha à teoria dualista derivada da obra de Jons Jacob Berzelius . Logo depois disso, Wurtz também adotou a nova teoria estrutural que estava se desenvolvendo a partir do trabalho de químicos mais jovens, como August Kekulé. No entanto, uma espécie de positivismo cético foi influente na França durante a segunda metade do século XIX, e os esforços de Wurtz para obter uma audiência favorável para o atomismo e o estruturalismo em sua terra natal foram amplamente frustrados.
O primeiro artigo publicado de Wurtz foi sobre o ácido hipofosforoso (1841), e a continuação de seu trabalho sobre os ácidos do fósforo (1845) resultou na descoberta do ácido sulfofosfórico e do oxicloreto de fósforo, bem como do hidreto de cobre. Mas seu trabalho original foi principalmente no domínio da química orgânica. A investigação dos éteres cianos (1848) rendeu uma classe de substâncias que abriu um novo campo na química orgânica, pois, ao tratar esses éteres com potassa cáustica, ele obteve metilamina, o derivado orgânico mais simples da amônia (1849), e posteriormente (1851) o composto ureias. Em 1855, revisando as várias substâncias que haviam sido obtidas da glicerina, ele chegou à conclusão de que a glicerina é um corpo de natureza alcoólica formado no tipo de três moléculas de água, como o álcool comum está na de uma, e assim foi conduzido (1856) à descoberta dos glicóis ou álcoois diatômicos, corpos similarmente relacionados ao tipo água dupla. Essa descoberta ele desenvolveu muito bem nas investigações do óxido de etileno e dos álcoois de polietileno. A oxidação dos glicóis o levou a homólogos do ácido lático, e uma polêmica sobre a constituição deste último com Adolph Wilhelm Hermann Kolbe resultou na descoberta de muitos fatos novos e em uma melhor compreensão das relações entre os oxi e os amidoácidos. Em 1855, ele publicou um trabalho sobre o que agora é conhecido como a reação de Wurtz.
Em 1867, Wurtz sintetizou neurina pela ação da trimetilamina no glicol-cloridrina. Em 1872, ele descobriu a reação aldólica e caracterizou o produto como apresentando as propriedades de um álcool e de um aldeído. Alexander Borodin descobriu a reação de forma independente no mesmo ano. O produto foi batizado de aldol, destacando seu duplo caráter. Isso levou a um segundo confronto com Kolbe.
Além desta lista de algumas das novas substâncias que preparou, pode ser feita referência ao seu trabalho sobre densidades anormais de vapor. Enquanto trabalhava com as olefinas, ele notou que ocorre uma mudança na densidade do vapor de cloridrato de amileno, bromidrato, etc., conforme a temperatura aumenta e na passagem gradual de um gás de densidade aproximadamente normal para um gás de densidade semi-normal densidade ele viu um poderoso argumento a favor da visão de que densidades de vapor anormais, como as exibidas por sal-amoníaco ou pentacloreto de fósforo. devem ser explicados por dissociação. A partir de 1865, ele tratou desta questão em vários artigos, e em particular manteve a dissociação do vapor do hidrato de cloral, em oposição a Etienne Henri Sainte-Claire Deville e Marcellin Berthelot.
 

Por vinte e um anos (1852-1872) Wurtz publicou nos Annales de chimie et de physique resumos de trabalhos químicos feitos fora da França. A publicação de seu grande Dictionnaire de chimie pure et appliquée, no qual foi auxiliado por muitos outros químicos franceses, foi iniciada em 1869 e concluída em 1878; dois volumes suplementares foram publicados de 1880 a 1886, e em 1892 a publicação de um segundo suplemento foi iniciada. Entre seus livros estão Chimie médicale (1864), Leçons élémentaires de chimie moderne (1867), Théorie des atomes dans la conception générale du monde (1874), La Théorie atomique (1878), Progrés de l'industrie des matières colorantes artificielles(1876) e Traité de chimie biologique (1880-1885). Sua Histoire des doctrines chimiques, o discurso introdutório ao seu Dictionnaire (também publicado separadamente em 1869), abre com a frase, La chimie est une science française. Embora tenha gerado uma tempestade de protestos na Alemanha, a sentença é menos nacionalista do que parece; ele pretendia se referir apenas ao nascimento da química sob o grande Antoine Laurent Lavoisier, em vez de afirmar a propriedade nacional exclusiva da ciência pela França.